# Ataques en Quetta de 2016
El 8 de agosto de 2016 terroristas atacaron el hospital gubernamental de Quetta en Pakistán con un ataque suicida y un tiroteo que resultó en la muerte de al menos 93 personas y en al menos 100 heridos. Los muertos fueron principalmente abogados que se habían reunido en el hospital por encontrarse ingresado Bilal Anwar Kasi, presidente del Consejo de Abogados de Beluchistán, quien había sido disparado por un desconocido. Varios grupos islamistas asumieron la responsabilidad del ataque, tales como Tehrik-i-Taliban Pakistan y el Estado Islámico.